# 康泰真
康泰真（1160年代？—1250年代？），金末元初利州（今辽宁省喀喇沁左翼蒙古族自治縣）人，号云峰子。
相传他母亲怀孕二十四个月才生下他。他向王重阳学习道法，与丘处机、马钰等人交往。各地的士人，登门来求学的，常常有几百人。传说一次夏天大旱，使者请他祈雨，康泰真端坐着过了很久，说：“明天会下雨。” 之后果然下了雨。他在冬天常常赤身露体十多天，却没有怕冷的样子。元太宗十年（1238年）窝阔台大汗给他赐号含真体道至德真人，蒙哥大汗在位时，他九十二岁去世。